# Paysage de Bohême avec le mont Milleschauer
Paysage de Bohême avec le mont Milleschauer (en allemand : Böhmische Landschaft mit dem Milleschauer) est un tableau du peintre allemand Caspar David Friedrich, réalisé vers entre 1808 et 1810. Il fait partie de la collection de la Galerie Neue Meister à Dresde en Allemagne.